# Bataille de Noirmoutier (30 septembre 1793)
Pour les articles homonymes, voir Bataille de Noirmoutier.
Guerre de Vendée
Batailles
La première bataille de Noirmoutier se déroule le 30 septembre 1793 lors de la guerre de Vendée. Elle s'achève  par la victoire des républicains qui repoussent une tentative des Vendéens pour s'emparer de l'île de Noirmoutier.

## Prélude
Après la bataille de Saint-Fulgent, Charette se sépare de Lescure et regagne Legé le 26 septembre. Il se porte ensuite dans les environs de Machecoul, puis peut-être à l'île de Bouin. Cependant de nombreux combattants abandonnent son armée pour regagner leurs villages, souvent dévastés par le passage des troupes républicaines. D'après les mémoires de l'officier Lucas de La Championnière, Charette n'a alors plus que 600 à 700 hommes avec lui, ainsi qu'un « train embarrassant d'artillerie »,.
Des habitants de Barbâtre, une des communes de l'Île de Noirmoutier, viennent alors le rejoindre et lui proposent leur aide pour attaquer l'île. D'après les mémoires de François Piet, alors officier dans l'armée républicaine et par la suite juge de paix du canton de Noirmoutier dans les années 1830, Charette est également contacté par madame Victoire Élisabeth Mourain de l'Herbaudière, née Jacobsen, veuve de Charles Mourain de l'Herbaudière, ancien maire de Noirmoutier-en-l'Île, condamné à mort le 3 mai 1793 et exécuté aux Sables-d'Olonne pour avoir pris part à l'insurrection de mars 1793. D'après Piet, celle-ci, désireuse de venger la mort son mari, lui envoie une lettre l'engageant à s'emparer de l'île Noirmoutier, qui lui assurerait des communications avec l'Angleterre et dont il pourrait obtenir des secours. Cette version est également reprise par l'auteur royaliste René Bittard des Portes et par l'historien républicain Charles-Louis Chassin.

## Forces en présence
Charette décide de passer à l'offensive et rassemble environ 2 000 hommes dans les environs de Legé. La garnison de l'île de Noirmoutier est quant à elle forte d'au moins 200 à 800 hommes, sous le commandement de Jean-Conrad Wieland,.

## Déroulement
Dans la nuit du 29 au 30 septembre, la petite armée de Charette s'engage sur le passage du Gois, une chaussée submersible praticable à pied lors des marées basses, qui relie l'île de Noirmoutier au continent par Beauvoir-sur-Mer,,. Pendant de ce temps à l'intérieur de l'île, les conjurés s'emparent des batteries d'artillerie de Barbâtre pour enclouer les canons,.
Le déroulement des événements diffère sur certains points selon les sources,. D'après le rapport de Wieland, repris par Savary, les conjurés de l'île s'emparent à 4 heures du matin de quatre postes et des batteries du Gois et de la Fosse,. Ils désarment les artilleurs, enclouent cinq canons, puis s'avancent à la rencontre de Charette,. Prévenu par un laboureur nommé Ganachaud, Wieland donne l'alarme, et reprend le contrôle des batteries,,,. Quelques pièces sont déclouées et la colonne de Charette est canonnée et repoussée alors qu'elle s'était avancée au-delà de la pierre Belise et qu'elle ne lui restait plus à franchir que le passage du retranchement,. 
Dans ses mémoires, l'officier vendéen Lucas de La Championnière affirme quant à lui que les hommes de Charette ne sont engagés qu'à mi-chemin sur le passage du Gois lorsqu'un tir de canon leur fait comprendre que la surprise est manquée,. D'après lui, un des conjurés aurait déclenché accidentellement le feu d'une des pièces,,. Craignant de voir leur retraite coupée par la montée de la marée, les Vendéens font demi-tour un peu avant l'aube,. Ils sont pris sous le feu d'une chaloupe canonnière et regagnent Beauvoir-sur-Mer,. 
Après cet échec, Charette gagne l'île de Bouin, puis fait une tentative infructueuse du côté de Saint-Gilles-Croix-de-Vie,. Il rentre à Legé le 3 octobre.

## Pertes
D'après Lucas de La Championnière, la colonne de Charette n'a perdu que deux hommes.
Le commandant Wieland établit ensuite une commission militaire pour rechercher et juger les conjurés. Elle est constituée d'un capitaine et d'un sergent du 5e bataillon de la Manche, d'un commissaire de la marine et de deux officiers de la garde nationale. Un certain Charles Le Roux, canonnier au poste de La Bassotière, est notamment accusé d'avoir désarmé la garde du poste du Bois et du poste du Cazis à la tête de 40 « brigands ». Cependant le résultat des travaux de la commission est inconnu,.